# Robert Rocca
Robert Rocca (11 de julio de 1912 - 11 de abril de 1994) fue un cantante, actor y humorista francés.

## Biografía
Su verdadero nombre era Robert Paul Joseph Canaveso, y nació en París, Francia. Debutó en 1932 con la Vache Enragée, actuando después en diferentes cabarets parisinos, entre ellos, el Le République, donde colaboró con Jean Valton.
Además, en los años 1950 y 1960, junto a Jacques Grello, fue uno de los pilares de las emisiones televisivas dominicales La Boîte à sel y Le Grenier de Montmartre, trabajando también en el programa Le Club des chansonniers en RTL. Sus diálogos sugerían los llevados a cabo por Jean Yanne y Jacques Martin o los de Les Frères ennemis. A finales de los años 1970 fue conocido del público por su participación en el show televisivo "Les Jeux de 20 heures." 
Su hermana, Danielle Rocca, también fue actriz, y participó en el programa Les Jeux de 20 Heures. 
Robert Rocca falleció en Bougival, Francia, en el año 1994.

## Filmografía

### Actor
- 1942 : Montmartre en couleurs, de Jean-Claude Bernard – solo voz -
- 1948 : Ma tante d'Honfleur, de René Jayet
- 1948 : Un dimanche à Paris, de Claude Lalande
- 1949 : Branquignol, de Robert Dhéry
- 1950 : Au fil des ondes, de Pierre Gautherin
- 1950 : Souvenirs perdus, de Christian-Jaque – solo voz -
- 1950 : Peintres et artistes Montmartrois, de Jean-Claude Bernard – solo voz -
- 1953 : Adam est... Ève, de René Gaveau
- 1954 : Montmartre nocturne, de Jean-Claude  Bernard – solo voz -
- 1955 : Coup dur chez les mous, de Jean Loubignac
- 1957 : C'est arrivé à 36 chandelles, de Henri Diamant-Berger
- 1958 : Sérénade au Texas, de Richard Pottier

### Guionista
- 1950 : Une nuit de noces, de René Jayet
- 1958 : À pied, à cheval et en spoutnik, de Jean Dréville

## Teatro
Autor
- 1946 : Âneries 47, de Robert Rocca y Pierre Gilbert, escenografía de Jacques-Henri Duval, Théâtre des Célestins
- 1954 : Chair de poule, de Pierre Dac y Robert Rocca, Théâtre Daunou
- 1961 : Un certain Monsieur Blot, de René Dupuy, letras de Robert Rocca, música de Henri Betti, Théâtre Gramont
- 1961 : Moulin à poivre, de Robert Rocca y Jacques Grello, escenografía de Jacques Mauclair, Les Trois Baudets

Actor
- 1961 : Moulin à poivre, de Robert Rocca y Jacques Grello, escenografía de Jacques Mauclair, Les Trois Baudets.